# Podul Băneasa 1

Pasajul inferior București-Băneasa, anii '30

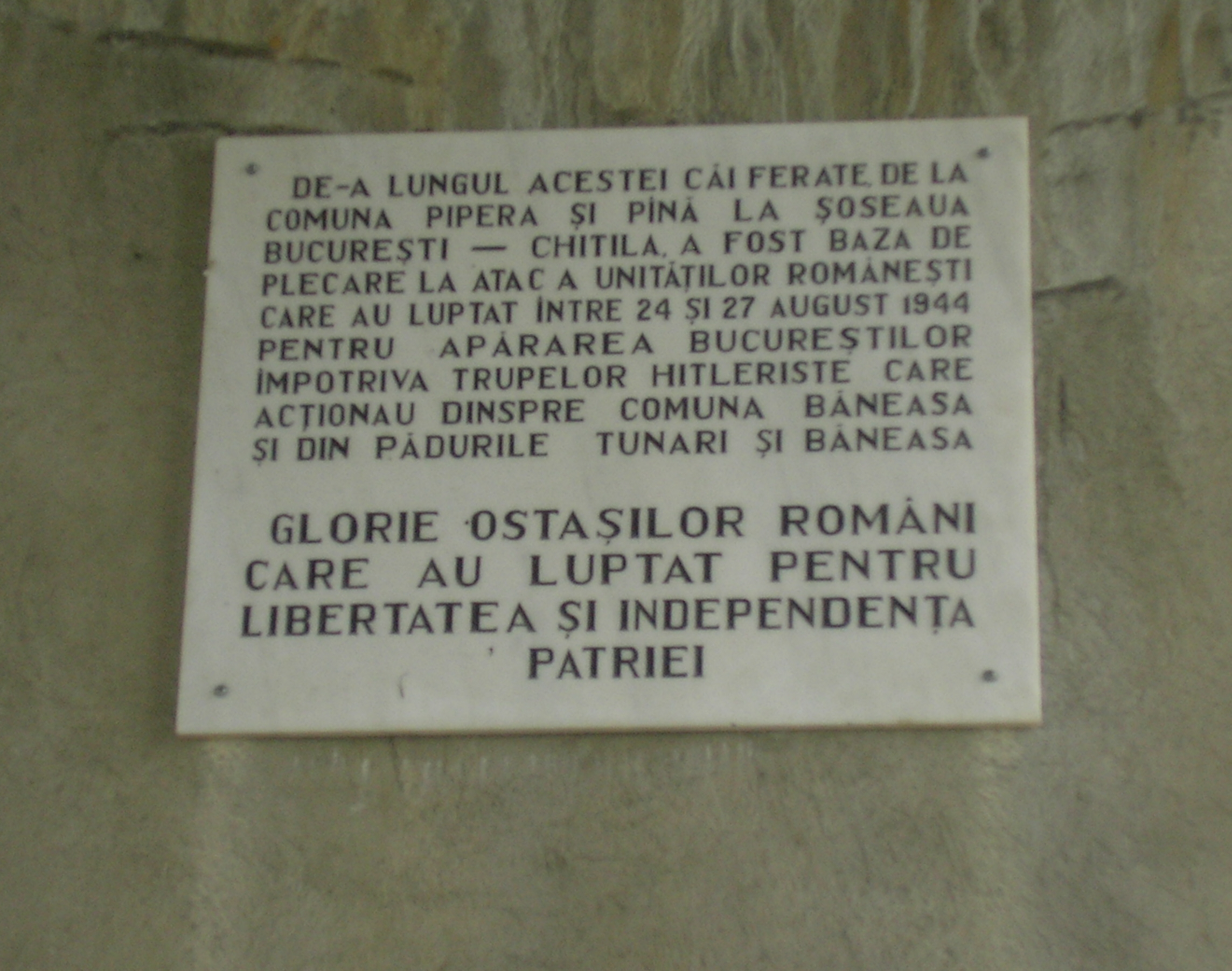
Placă comemorativă - amplasată la Podul Miorița - pentru militarii români din Al Doilea Război Mondial, care au apărat Bucureștiul în 24-27 august 1944 (după întoarcerea armelor împotriva Germaniei naziste)

Podul Băneasa 1, cunoscut și ca „pasajul inferior București-Băneasa” sau „podul Miorița”, este un pod de cale ferată, situat în cartierul Băneasa, pe sub care trece DN1 (șoseaua București-Ploiești). În apropierea acestui pod se găsesc gara Băneasa, biserica „Sf. Nicolae”, podul Băneasa 2, podul Băneasa 3, Fântâna Miorița și Vila Minovici.
Podul Băneasa, pod cu valoare istorică, a fost modernizat în cursul anului 2008, în cadrul unei lucrări de construcții cu efecte controversate[nefuncțională]
 asupra valorii sale de patrimoniu. El apare însă în continuare pe lista monumentelor istorice, cu cod LMI B-II-m-B-18232.
După modernizarea din 2008, pe piciorul Podului Miorița dinspre Parcul Herăstrău a fost amplasată o placă memorială care amintește că: „De-a lungul acestei căi ferate, de la Comuna Pipera și până la Șoseaua București-Chitila, a fost baza de plecare la atac a unităților românești care au luptat între 24  și 27 august 1944 pentru apărarea Bucureștilor împotriva trupelor hitleriste care acționau dinspre Comuna Băneasa și din pădurile Tunari și Băneasa. GLORIE OSTAȘILOR ROMÂNI CARE AU LUPTAT PENTRU LIBERTATEA ȘI INDEPENDENȚA PATRIEI”

## Galerie de imagini

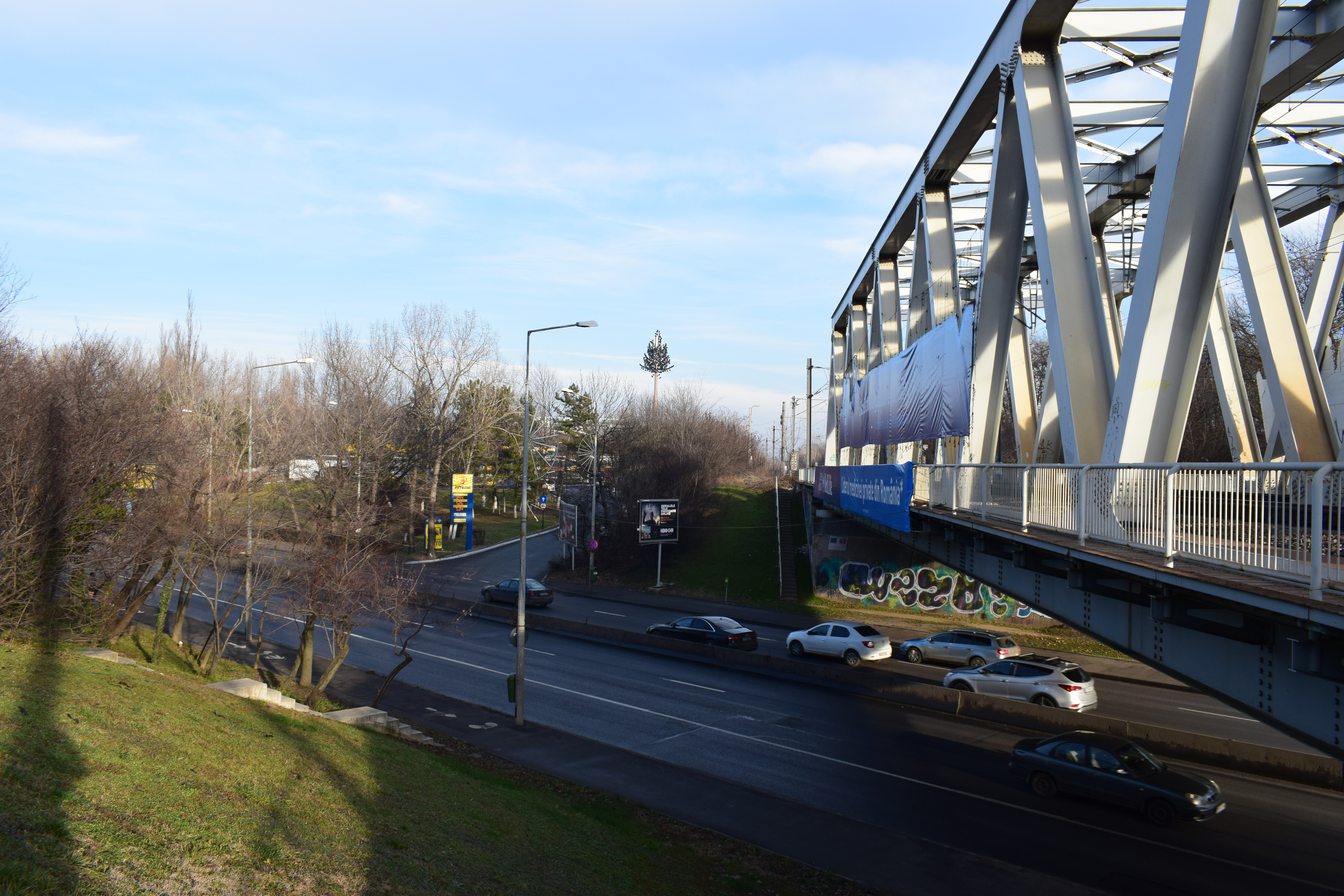
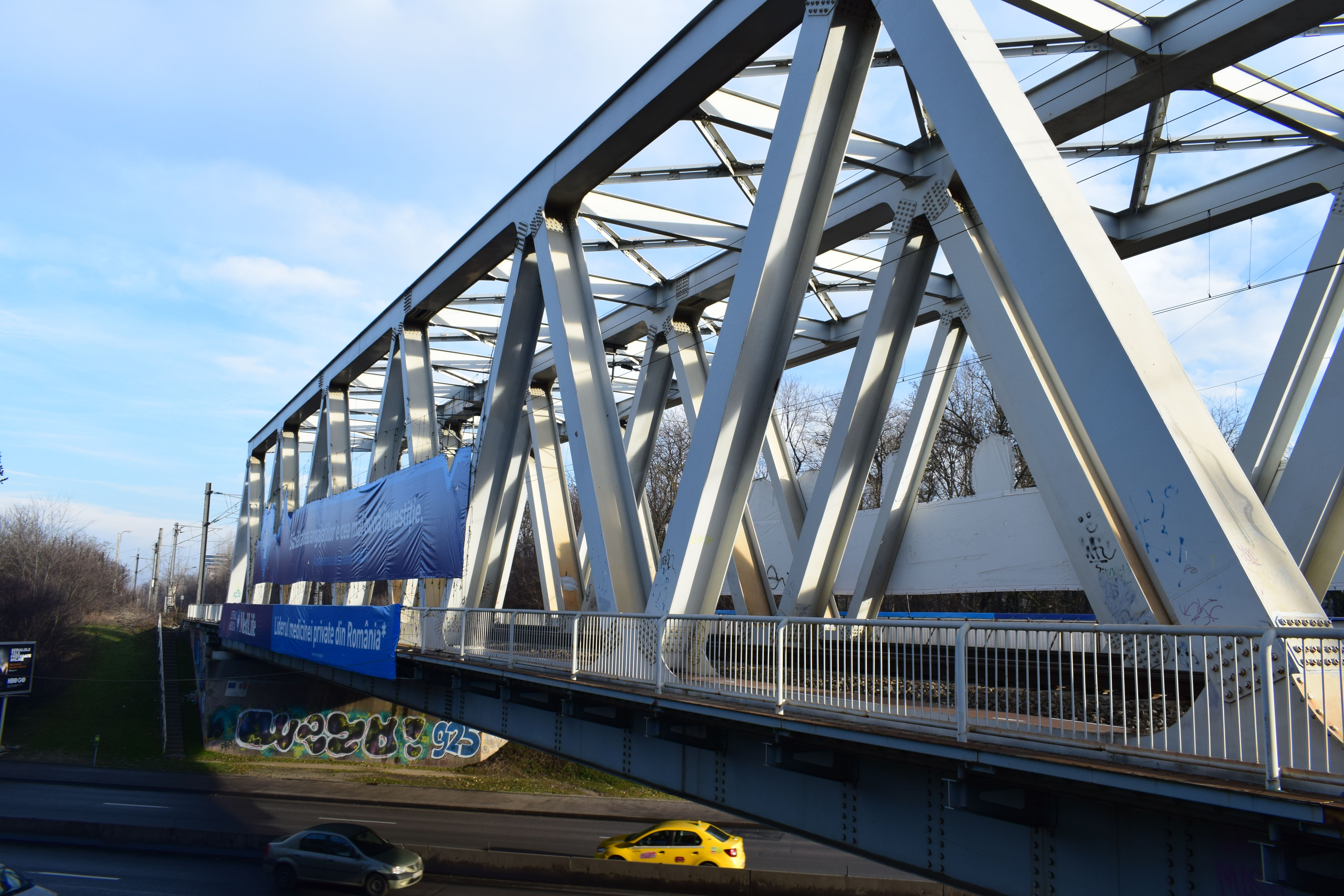
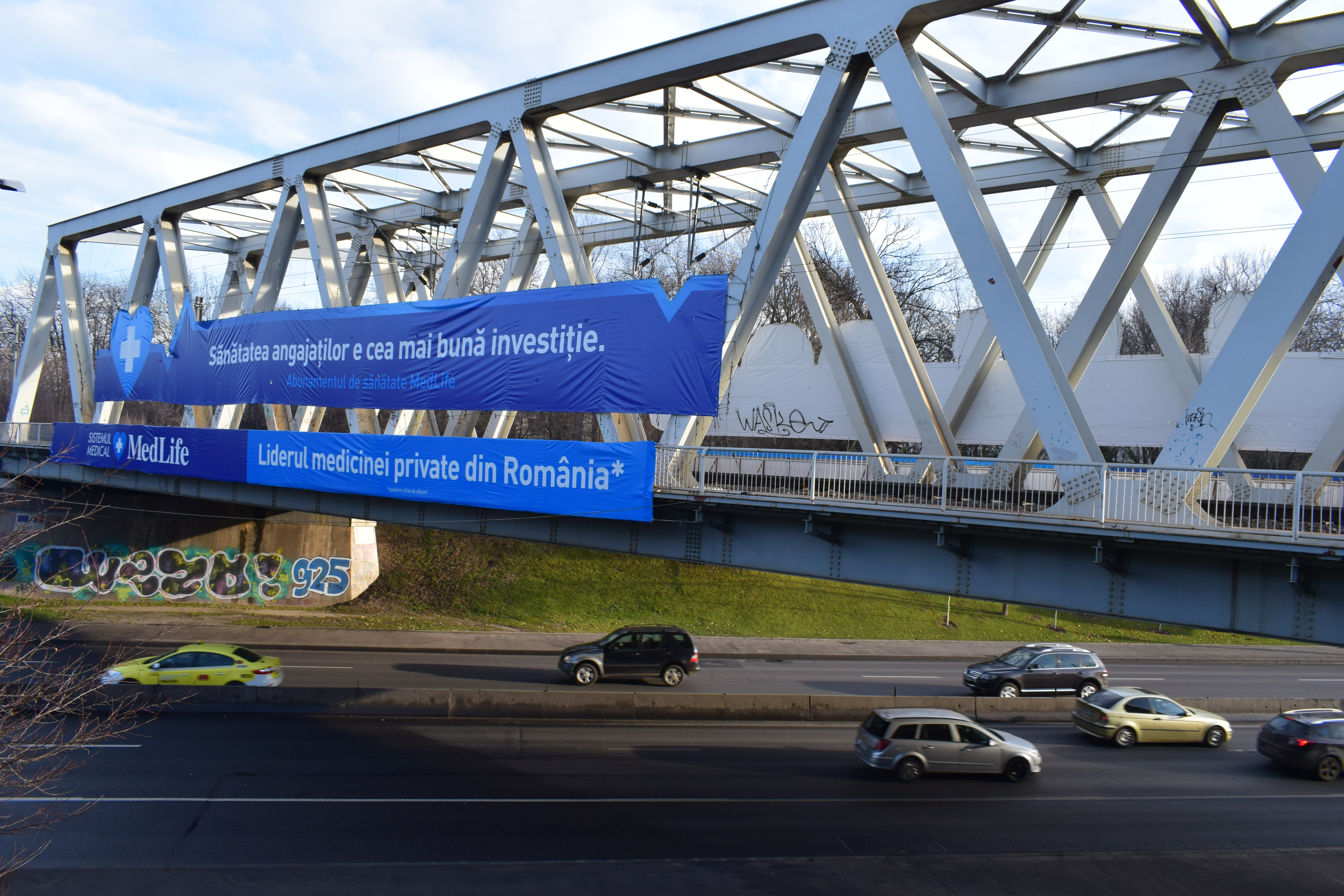
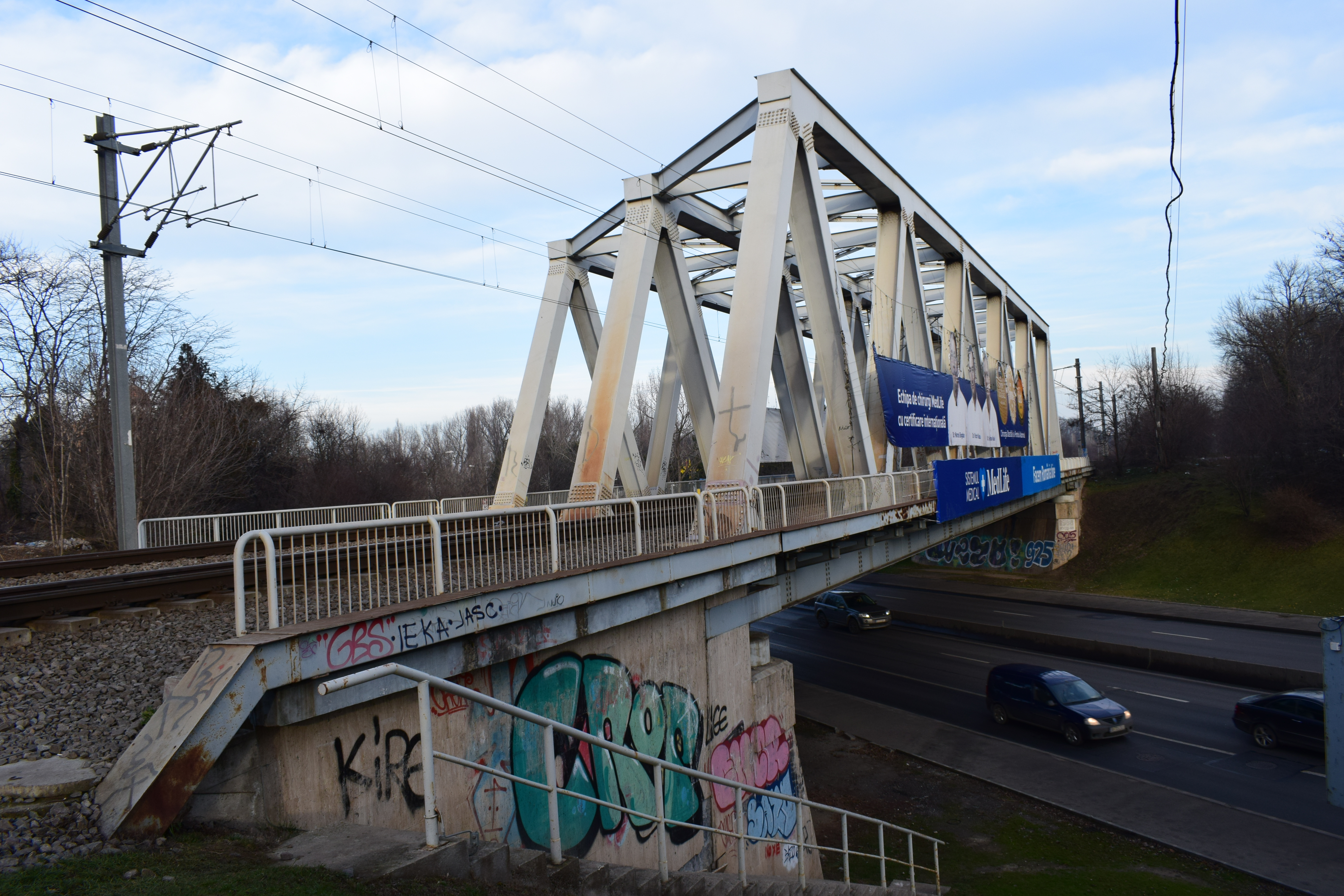
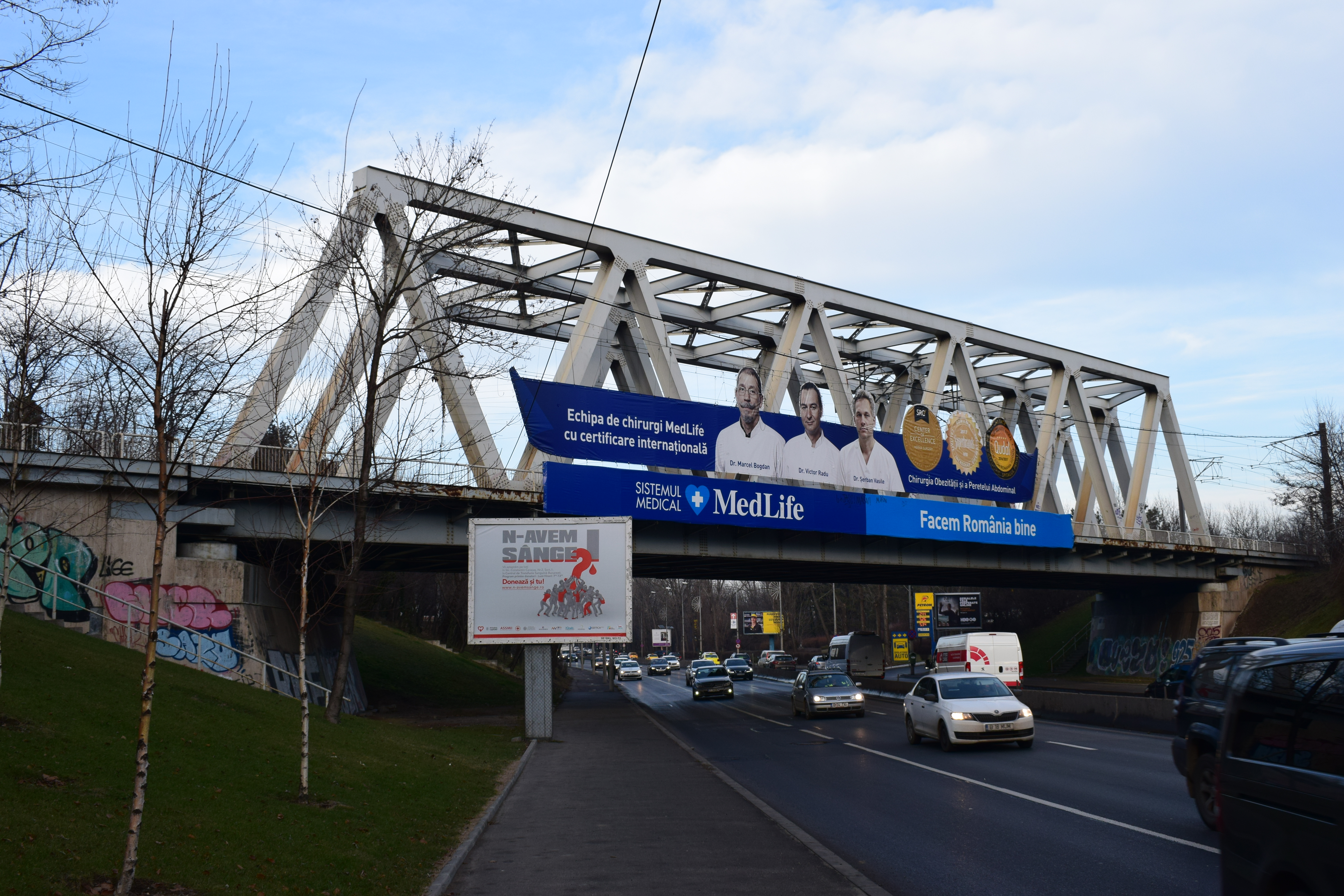